# Obstweg (Leverkusen)
Der Leverkusener Obstweg ist ein ca. 9 km langer Rundwanderweg in Leverkusen, der im Jahre 2008 eröffnet wurde. Er führt an zahlreichen Streuobstwiesen vorbei und will thematisch die ökologische Bedeutung dieser Kulturlandschaft betonen.

## Intention
Der Leverkusener Obstweg will zur Erhaltung der Streuobstwiesen beitragen. Der Begriff Streuobstwiese stammt wahrscheinlich daher, dass auf diesen Wiesen einerseits Obst gewonnen wurde, andererseits das Mahdgut als Streu für die Tierhaltung verwendet wurde. Der Streuobstbau war in Deutschland bis in die 1950er Jahre stark verbreitet und wurde in seiner Blütezeit auf einer Fläche von ca. 1,5 Millionen Hektar ausgeübt. Seitdem ist er um fast drei Viertel zurückgegangen und stellt inzwischen einen schützenswerten Landschaftsbestandteil dar. Man schätzt, dass auf einer Streuobstwiese ca. 3000–5000 Tierarten leben. In Leverkusen ist es das einzige Biotop, in dem man den Steinkauz noch vorfindet.

## Geschichte
Der Leverkusener Obstpfad wurde von der Diplom-Biologin Claudia Heitmann von der Naturschutzstation Rhein-Berg und ihrem Kollegen Frank Gerber, Diplom-Ingenieur für Landschaftspflege, konzipiert, mit über 30 000 Euro vom Landschaftsverband Rheinland (LVR) finanziert und im Oktober 2008 eröffnet.

## Verlauf
Der Rundwanderweg beginnt und endet am NaturGut Ophoven in Leverkusen-Opladen. Er folgt zunächst dem Wiembach, steigt dann bei Biesenbach zum Claashäuschen auf. Von hier führt er durch Felder in Richtung Nordosten an Schöne Aussicht und Burscheid-Großhamberg vorbei. Bei klarer Sicht kann man in Richtung Süden den Kölner Dom und das Siebengebirge sehen. Nach einem Schwenk nach Norden steigt man durch Atzlenbach ins Ölbachtal nach Grund hinab. Von hier an geht es nach Südwesten durch das Ölbachtal an der Grunder Mühle (Kornbrennerei) und Flabbenhäuschen vorbei zurück zum Ausgangspunkt. Die Gesamtlänge beträgt etwa 9,5 km, kann aber durch eine Abkürzung zwischen Claashäuschen und Flabbenhäuschen auf ca. 5 km verkürzt werden.
Seit 2009 gibt es einen Verbindungsweg zum neu angelegten Obstweg (Leichlingen), der auch ca. 9 km lang ist.